# Detroit Institute of Arts

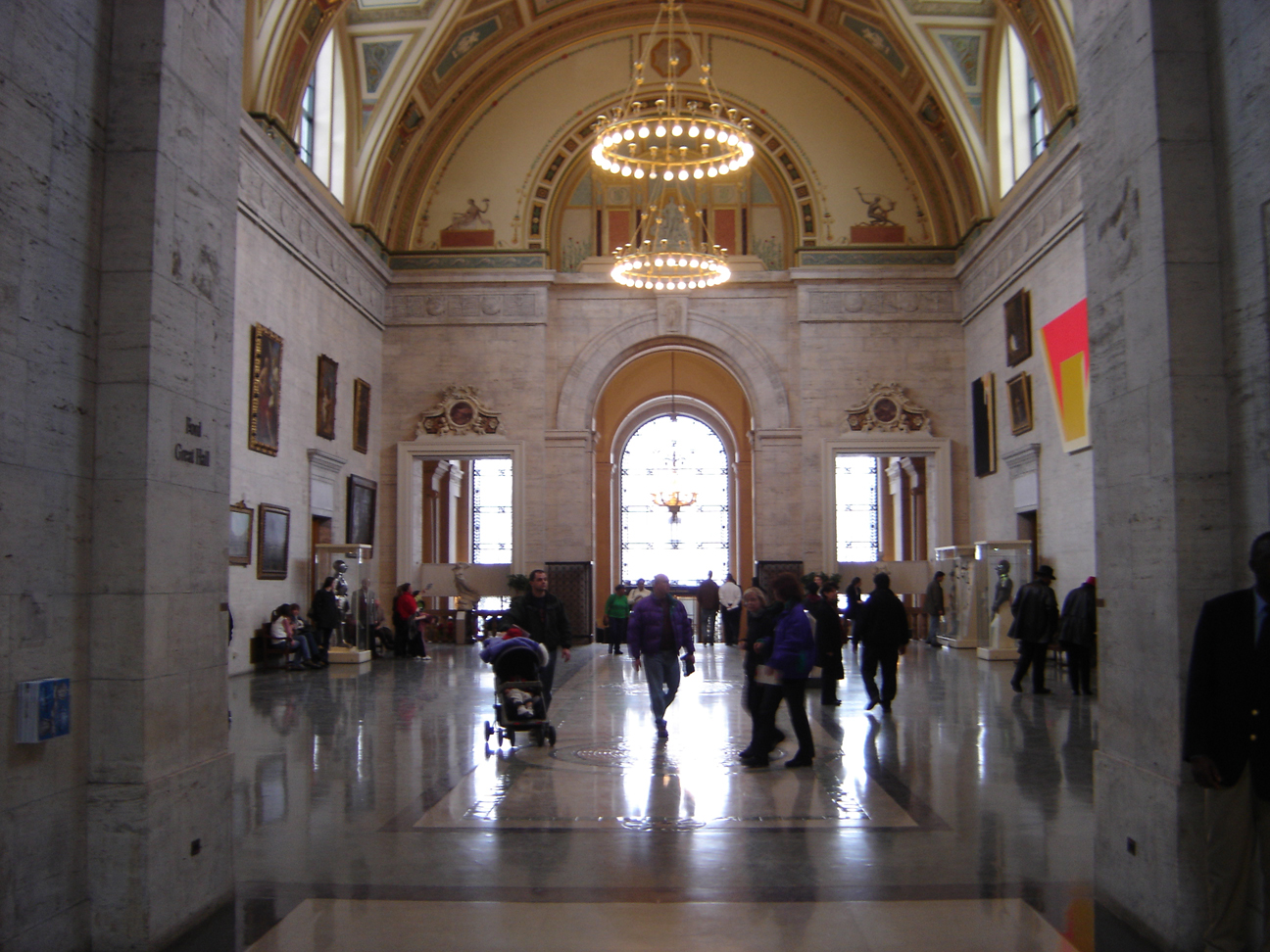
Interno

Il Detroit Institute of Arts (DIA, Istituto delle Arti di Detroit o Istituto d'arte di Detroit) è uno dei più grandi e importanti musei d'arte negli Stati Uniti. Si trova nel centro culturale di Detroit, a 3 km dal centro della città. Possiede circa 65.000 opere e fu inaugurato nel 1885.

## Storia
Le prime opere del museo provenivano dalla collezione del magnate della stampa James E. Scripps. Tra le successive donazioni spiccarono quella di filantropi come Charles Lang Freer e quelle dei baroni del settore automobilistico, come le famiglie di Ford, Firestone e Dodge. La fondazione ufficiale risale al 1883 e l'apertura al pubblico al 1885. La collezione di arte nordamericana è frutto soprattutto di acquisti diretti iniziati dopo subito dopo l'apertura. All'inizio del XX secolo si ebbe un'epoca prolifica per gli acquisti di opere internazionali. Nel 1927 venne completato il padiglione di Paul Philippe Cret, in stile Beaux-Arts.
Robert Hudson Tannahill fu un importante benefattore e difensore del museo, donando numerose opere nell'arco della sua vita. Alla sua morte donò la sua collezione di arte europea (con opere di Cézanne, Van Gogh, Gauguin, Degas, Seurat, Henri Rousseau, Matisse e Picasso, dell'espressionismo tedesco, oltre a una vasta collezione di arte africana e una cospicua donazione per acquisti futuri.
Oggi una parte del sostegno al museo proviene dal governo dello Stato del Michigan, a fronte anche di un impegno del museo nella didattica e nella conservazione di opere d'arte di tutto lo Stato.

## Opere principali

### Arte statunitense
Il museo possiede opere di John Singleton Copley, George Caleb Bingham, Frederic Edwin Church, John Singer Sargent, Duncan Phyfe, Louis Comfort Tiffany, Paul Revere, James Abbott McNeill Whistler (Notturno in nero e oro: Il razzo cadente).

### Archeologia
- Dragone della porta di Ishtar di Babilonia

### Arte europea
Giovanni Bellini
- Madonna col Bambino

William Bouguereau
- Les Noisettes

Pieter Bruegel il Vecchio
- Danza nuziale, 1566

Cima da Conegliano
- Madonna col Bambino
- Annunciazione alla Vergine

Correggio
- Matrimonio mistico di santa Caterina d'Alessandria e tre santi in un paesaggio, 1512 circa

Carlo Crivelli
- Pietà di Porto San Giorgio, 1470
- San Pietro di Montefiore, 1471 circa
- San Giovanni Evangelista di Montefiore, 1471 circa

Johann Heinrich Füssli
- L'incubo, 1781

Giorgione, Tiziano e Sebastiano del Piombo
- Trio di Detroit, 1510 circa

Raffaello e aiuti
- Nicola da Tolentino resuscita due colombe
- Nicola da Tolentino soccorre un fanciullo che annega

Corrado Giaquinto
- Riposo durante la fuga in Egitto, 1764

Vincent van Gogh
- Autoritratto

Hans Holbein
- Ritratto femminile

Henri Matisse
- La finestra

Tiziano
- Ritratto di Andrea de' Franceschi a mezza figura, 1532 circa

Jan van Eyck
- San Girolamo nello studio

Altri artisti presenti sono Rubens, Albrecht Dürer, Rembrandt, Pieter De Hooch, ecc. Tra gli impressionisti francesi sono esposti: Edgar Degas, Claude Monet, Odilon Redon, Eugène Boudin, Paul Cézanne, Paul Gauguin, Georges Seurat e Henri Rousseau.

### Altre scuole
- Diego Rivera, Industrie di Detroit